# Salix phaidima
Salix phaidima — вид квіткових рослин із родини вербових (Salicaceae).

## Морфологічна характеристика
Це дерево чи кущ. Дворічні гілочки голі; молоді гілочки ± сіро ворсинчасті. Листкова ніжка 4–7 мм, волосиста; листкова пластинка від лінійно-ланцетної до яйцювато-ланцетної, ≈ 9 × 2 см, абаксіально (низ) спочатку біло-волосиста, блискуча, стає рідкісно ворсистою чи майже голою, адаксіально з ниткоподібними волосками, майже гола, край цільний, рідко нечітко залозисто-пилчастий, рідко цільний, верхівка від гострого до загостреного. Чоловіча сережка тонка, зігнута 70–100(120) × 5 мм. Жіноча сережка звисає в плодах. Коробочка ≈ 3 мм, сидяча, з ниткоподібними волосками.

## Середовище проживання
Сичуань. Населяє гори; на висотах 1600–2300 метрів.